# Махмудавар
Махмудавар (азерб. Mahmudavar, тал. Mado) — село в Масаллинском районе Азербайджанской Республики. 
Населено в основном талышами.

## Достопримечательности
- Крепость Махмуд

## Население
Согласно семейной переписи, проведенной в 1886 году, в 115 домах села Махмудавар, входящего в состав Махмудаварской сельской общины Ленкоранского уезда Бакинской губернии, проживало 748 человек (426 мужчин, 322 женщины).
В 1981 году население села составляло 3228 человек.
По данным переписи населения 2023 года, население села составляло 8656 человек (5105 мужчина, 3551 женщины).